# 青春はじめました!
『青春はじめました!』（せいしゅんはじめました）は、2013年10月31日にhoneybee+から発売されたPlayStation Portable用ゲーム。

## 内容
昔暮らしていた町に転校し、青春部を設立して青春を楽しむアドベンチャーゲーム。
ゲームスタート時に、主人公の双子の姉弟、どちらかをプレイヤーとして使用するか選択できる。「双葉千歳(姉)」を選択した場合は、攻略対象が男性キャラクター、「双葉千早(弟)」を選択した場合は、攻略対象が女性キャラクターになる。

## あらすじ
高校三年生になった春。両親の都合で昔暮らしていた町に戻って来た双子の姉弟。その町でかつての友人と再会し、青春部へと誘われる。
高校生活も残すところ1年になり、何も青春をしていないことに気付き思いつきで発足された青春部。青春部に集まったメンバーと共にただただ“青春っぽい”ことを何でもしていく、という活動内容である。
懐かしい町、昔なじみの友人、新たな出会い。限られた時間の中で積み重なっていく青春の思い出。
海と山に囲まれた小さな田舎町で、忘れられない1年が始まろうとしていた。

## 登場人物
双葉 千歳
声 - 堀江由衣
主人公。千早の双子の姉。
弟とは対照的に、元気いっぱいで明るい女の子。大雑把で豪快な性格のため、よく弟に叱られている。誰とでも仲良くなれる。好奇心旺盛で、行動第一主義。まだ恋をしたことがなく、恋に夢見る女の子。
弟と共に祖母の元で暮らすようになり、五十里第一高校・通称「いかこう」に通う。
千歳と千早は中学の頃、『Starry☆Sky』の主人公・哉太・錫也の幼なじみ３人組と同じ学校に通っていた友人同士である。
身長158cm、誕生日4月2日、牡羊座。
双葉 千早
声 - 寺島拓篤
千歳の双子の弟。
姉とは対照的に落ち着いていて、少し冷めている男の子。だが、年頃の男の子らしく少し背伸びをしているだけで、本当は姉同様、好奇心旺盛で少し子供っぽい。よく姉を叱っている。自分が弟なのが不満。
身長168cm、誕生日4月2日、牡羊座。
山王堂 王子
声 - 小野友樹
幼なじみグループの一人。青春部部長。
青春部を発足した張本人で、毎日を仲間と楽しく過ごしたいと思っている。みんなより身長は低いが、本人はあまり気にしていない。目の前にある物を素直に受け取る性格で、まっすぐで前向き。誰もが頼る兄貴分。誰にでも分け隔てなく接するので、知らず知らずのうちに女の子を泣かせてしまうことも。
身長168cm、誕生日8月15日、獅子座、O型。
西郷 平太
声 - 吉野裕行
幼なじみグループの一人。
青春部のオカン的存在。言動が荒っぽく、ぶっきらぼう。口が悪く、よくそれを他の部員に注意されている。教師から不良扱いをされており、学校内でも恐れられている。平太を慕う子分が後輩にいる。邪険に扱っているように見えて、実は面倒見がよく仲間想い。
身長174cm、誕生日1月5日、山羊座、A型。
南雲 有栖
声 - 植田佳奈
幼なじみグループの一人。
ミーハーだが、純情な女子。恋多き女に見えるが、実は純情でずっと片思いをしている。好きな人の前だと素直になれないことが悩み。よく王子と口ゲンカをしているが、内心は互いに信頼し合っている。青春部メンバーは身近すぎて恋愛対象にはならない。
身長160cm、誕生日9月3日、乙女座、AB型。
陸野 奏
声 - 岡本信彦
幼なじみグループの一人。青春部唯一の2年生。
極端な人見知りなうえ、ひねくれもので素直じゃない。青春部に対しても否定的で、ひどい言葉を遠慮せずに口に出す。ただ、気に入ってる人に対しては、辛辣な事を言いつつもそばにいようとする。超が付くほどの近眼で、コンタクトやメガネなしでは歩けない。
身長178cm、誕生日3月7日、魚座、A型。
山田 太郎
声 - 日野聡
生徒会長。
おバカな言動とは裏腹に、勉強は誰よりも出来る。王子に対して強いライバル心を抱いており、青春部の発足を邪魔している。業務そっちのけで邪魔をしに行ってはその都度、副会長に怒られるがめげない。生徒会の仕事でもプライベートでも、自分が思ったことはすぐ行動に移す。自分の名前をちょっぴり気にしている。
身長176cm、誕生日12月13日、射手座、B型。
熱海 理人
声 - 櫻井孝宏
生徒会副会長。
生徒会長の太郎とは、同じ中学出身で腐れ縁。普段は温和で人当りがいいが、太郎にはとことん厳しく当たる。そつなく勉強や生徒会の仕事をこなし、面倒見もいいので、交友関係は広い。ただ、その一方で自分のペースを乱されることや、仲間外れにされることが嫌い。仲が良くない人に対しては敬語を使う。
身長175cm、誕生日7月20日、蟹座、A型。
春風 ことり
声 - 能登麻美子
主人公達のクラスメイト。
人懐っこく控えめな性格をしている。誰にでも優しいアイドル的存在。吉野とは中学の時からの友達。「青春部の良心」と言われる、影のまとめ役。怒ると一番怖いらしい。男の子と話すのが苦手で、緊張するとすぐ顔が赤くなってしまうことを悩んでいる。
身長151cm、誕生日2月9日、水瓶座、O型。
東雲 吉野
声 - 生天目仁美
太郎・理人のクラスメイト。
ミステリアスで人を寄せ付けない雰囲気のせいか、いつも一人でいることが多い。誰とも仲良くなろうとしないが、唯一ことりには心を開いている。背が高く、物事をハッキリ言う性格のせいで、一部の人には怖がられている。太郎に勉強で勝てないことが気に入らない。青春部に入部してほしいと言う王子に、とある条件を出す。
身長169cm、誕生日11月5日、蠍座、B型。
空閑 灰時
声 - 緑川光
主人公たちの後に転校してきたクラスメイト。
子役時代からタレントをやっており、売れっ子で人気者になったが突然の活動休止宣言で世間を賑わせた。その理由は謎に包まれたまま。タレント活動休止後は、とある事情から五十里市で普通の学生生活を送る事に。主人公たちの祖母の家に居候させてもらっている。普段はぼんやりしてあまり捉えどころがない。湯喜彦によくマンガを借りている。
身長182cm、誕生日10月7日、天秤座、AB型。
北御門 湯喜彦
声 - 岸尾だいすけ
幼なじみグループの一人。
青春部のマスコット的存在。温泉まんじゅう屋の息子で、常におまんじゅうを持ち歩いている。冬場はあったかいので人気者。お腹にはまんじゅうと夢と愛がつまっている。常にマンガの新刊を楽しみにしている。
身長166cm、誕生日5月5日、牡牛座、O型。
花桐 勇魚
声 - 水樹奈々
平太を慕う近所の中学3年生。
昔、いじめられていた時に助けてもらって以来、平太の後を付いて回っている。邪険にされてもめげず、くじけない。前向きで真っ直ぐな性格。それゆえに不器用な一面も。中学の授業が終わると高校に忍び込んでいる。それを見かねた平太がどこからか調達してきた五十里第一高校のブレザーを着ている。
誕生日6月11日、双子座、B型。
延命 一尊
声 - 宮田幸季
主人公達のクラス担任で、青春部の顧問。
適当ながらも青春部を見守っている。華やかな外見と丁寧な言葉遣いが特徴。外見にお金をかけているせいで生活費が追い付かず、主人公達の祖母の家に居候させてもらっている。
誕生日11月24日、射手座、AB型。
教良木 大学
声 - 新垣樽助
特進科の担任で、あだ名は“だいがく”。
まだ高校教師になりたてで右も左も分からず、生徒達に振り回され常にあたふたしている。だけど、みんなから愛されている存在。人の名前を覚えないと相手に失礼、という考えがあるので、生徒の名前を全校生徒分覚えている。
誕生日4月23日、牡牛座、O型。
双葉 さゆ
声 - 折笠愛
主人公達の父方の祖母。
廃業した旅館「双葉荘」に住み、一部の部屋を貸し出している。時には厳しく、時には優しく二人の面倒を見ている。顔が広く、誰からも頼られている。オヤジギャグを言ったり、お茶目な一面もある。
誕生日7月7日、蟹座、O型。
双葉 湯丸
声 - 中井和哉
主人公達の叔父。
東京に出て行った兄とは違い、地元に残り父の後を継いで漁師をしている。地域活動に力を入れていて、祭事になると血が騒ぐ根っからのお祭り人間。主人公達を実の子どものようにかわいがっている。
誕生日8月8日、獅子座、A型
春日亀 馨
声 - 下野紘
生徒会書記。
背が低いので黒板を半分しか使えない。人をからかう事が好きで、よく太郎と一緒に悪戯をしている。見た目が可愛いので女の子からちやほやされがち。
身長158cm、誕生日12月19日、射手座、B型。
宇佐木 周
声 - 前野智昭
生徒会会計で唯一の2年生。
のんびりした男の子。楽しい事なら何でも好きで、太郎の悪乗りにいつも付き合っている。1学年上の馨とは何故か気が合うらしく、よく一緒につるんでいる。
身長180cm、誕生日4月23日、牡牛座、AB型。
渚 鯉介
声 - 阪口大助
青春部行きつけのお好み焼き屋「こいっちゃん」の店長。
女の子が大好きだが、まともに相手にされず、告白しては振られて泣いている。いざという時は頼りになるので、周りからは慕われている。
誕生日2月22日、魚座、O型。
神田 篤郎
声 - 平田広明
灰時の専属マネージャー。
面倒くさがりで、ずぼらな性格だが仕事はできる。タバコが好きで片時も手放さないので、灰時から止めるように指摘されることもしばしば。だが、どうしてもやめるつもりはないらしい。
誕生日1月11日、山羊座、B型。
山王堂 大将
声 - 細井治
王子の父親。山王堂寿司の三代目。
祖父の代から続く店を大事にしていて、山王堂寿司は人生そのもの。血気盛んで、すぐに息子達とケンカをしてしまうが、愛情表現が不器用なだけで実際は家族想い。
山王堂 花恵　
声 - 高島雅羅
王子の母親。
普段はしっかり者で気立ての良いお母さんだが、怒ると山王堂家では一番怖い。主婦として家事に励む傍ら、寿司屋の女将として接客や店の経理を担当している。人と話すことが好きで、どんなに気難しいお客さんとも仲良くなれる。
山王堂 帝
声 - 杉田智和
王子の兄。山王堂家の長男。
ノリが良く明るい性格だが、悪いことを悪いとはっきり言える真面目な一面を持つ好青年。近所からの評判も良く、家族想いの優しい兄だったが、ある日高校を中退して家を出てしまい、それ以来父親から縁を切られている。
山王堂 太子
声 - 田中メイ
王子の弟。山王堂家の三男。
末っ子ゆえに自由奔放に育てられている。素直で明るく無邪気な性格。飼い犬の「将軍」と散歩するのが日課。ちょっぴり泣き虫なところがあり、よくそれを王子にからかわれては、むくれている。
西郷 権太
声 - 上別府仁資
平太の父。土木作業員。
豪胆で大らかな性格で、人を嫌うことをめったにしない。しかし、何事にも大雑把で細かい事を考えるのが苦手。家事の才能がまるでなく、家のことは全て平太に任せきり。気の置けない友人と飲みに行く事が大好き。
南雲 類
声 - 高野康弘
有栖の弟。1年生。
有栖とは違い、文武両道。堅物で口数が少なく勉強ばかりしているので、家でほとんど有栖とは会話をしない。自分とは違い、自由奔放に生きている姉のことをよく思っていない。テニス部に所属しているので、太郎の妹である花子とはたまに話す。嫌な事があると、暗記をして忘れようとする。
山田 花子
声 - 瀬戸麻沙美
太郎の妹。1年生。
兄とは違い、気が強いが明るく前向き、優しくて気配りもできるので友達が多い。そのうえ、容姿端麗なので、兄である太郎が心配するくらいにはモテる。中学時代からテニスを続けていたのでテニス部に入部。兄がバカな言動をしているのを見かけると叱りに来る。
熱海 博人
声 - 小野大輔
理人の年の離れた兄。
容姿端麗で温和。人当たりが良く優しいうえに、文武両道。なずなとは婚約している。医者を目指し研修医をしていた。研修期間が終わり、この春、正式に医者になったことを機に結婚を考えている。弟である理人を大事に思っている。
伊東 なずな
声 - 野中藍
博人の恋人。
身体が弱く、病院通いを続けている。大学を卒業してからは、大好きな図書館で司書として働き始める。大の本好きで、読書家の理人とは本の話をよくしている。少しのんびり屋さん。
東雲 藤野
声 - 大西琴与
吉野の母親。
弁護士という職業柄、厳しく真面目。娘も同じ道を進んでほしいと考えているので、幼い頃から厳しく教育をしてきた。夫とは教育方針等でモメて離婚。男はこりごりと思っている。
田中 洋平
声 - 興津和幸
主人公達のクラスメイトで副委員長。
理人と鳴子とは幼なじみの間柄。
鈴木 鳴子
声 - 大橋かおり
主人公達のクラスメイトで学級委員長。
理人と洋平とは幼なじみの間柄。

## 主題歌
オープニングテーマ「青空ヒコウキ雲」
作詞・作曲 - あるるかん / 歌-双葉千歳(堀江由衣)・双葉千早(寺島拓篤)
エンディングテーマ「サクラ前線と制服のリボンにまつわる一考察」
歌 - Antistar
挿入歌1「卒業」
歌 - Antistar
挿入歌2「終わらない青春」
歌 - 結月そら
挿入歌3「サクラノート」
歌 - 結月そら

## 漫画化
せいしゅんぶっ!
B's-LOG COMIC連載、公式ＳＤキャラクターデザインを手がけた壱コトコによる作画。